# US Aubenas Basket
A Union sportive Aubenas Basket, também conhecido como US Aubenas Basket é um clube de basquetebol baseado em Aubenas, França que atualmente disputa a Nationale Masculine1 (equivalente à terceira divisão francesa). Manda seus jogos no Halle des Sports.

## Histórico de Temporadas
| Temporada | Nível | Liga | Pos. | J     | PL | Resultado |
| --------- | ----- | ---- | ---- | ----- | -- | --------- |
| 2008-09   | 4     | NM2  | 8    | 11-15 |    |           |
| 2009-10   | 4     | NM2  | 10   | 11-17 |    |           |
| 2010-11   | 4     | NM2  | 7    | 12-12 |    |           |
| 2011-12   | 4     | NM2  | 4    | 15-11 |    |           |
| 2012-13   | 4     | NM2  | 3    | 17-5  |    |           |
| 2013-14   | 4     | NM2  | 9    | 13-13 |    |           |
| 2014-15   | 4     | NM2  | 3    | 12-7  |    |           |
| 2015-16   | 4     | NM2  | 2    | 19-7  |    |           |
| 2016-17   | 4     | NM2  | 1    | 18-4  |    | Promovido |
| 2017-18   | 3     | NM1  | 14   | 14-20 |    |           |

fonte:eurobasket.com

## Títulos

### Nationale Masculine 2 (quarta divisão)
- Campeão de Grupo (1):2016-17
- Finalista de Grupo (1):2015-16